# Słońce wschodzi raz na dzień
Słońce wschodzi raz na dzień – polski czarno-biały film obyczajowy z 1967 roku w reżyserii Henryka Kluby, nakręcony na podstawie scenariusza Wiesława Dymnego i utrzymany w tonacji ballady góralskiej. Rozpowszechnianie filmu było wstrzymywane do 1972 roku, kiedy ukazał się on w ocenzurowanej wersji.

## Fabuła
Akcja filmu toczy się po II wojnie światowej, w beskidzkiej wsi Odkrzask, gdzie dochodzi do konfliktu między władzą komunistyczną a miejscową ludnością na tle interpretacji prawa własności. Przyzwyczajeni do izolacji oraz samowystarczalności górale pod przywództwem Haratyka (Franciszek Pieczka) budują tartak, szkołę i cegielnię. Postawione budynki górale uznają za własność społeczną, ale nie pozwalają korzystać z nich sąsiadom. Władza ludowa, nie zdoławszy przekonać do siebie górali, wszczyna represje wobec nich, w wyniku czego Haratyk organizuje oddział partyzancki i toczy walkę z komunistami.

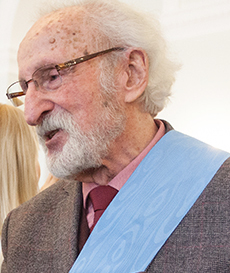
Franciszek Pieczka, odtwórca roli Haratyka (zdjęcie z 2017)

## Obsada aktorska
- Franciszek Pieczka – Haratyk
- Ryszard Filipski – Górniok
- Stanisław Gronkowski – Wigezy
- Teresa Kamińska – Hanka
- Marian Kociniak – partyzant „Mały”, później sekretarz
- Zdzisław Maklakiewicz – Moskała
- Józef Morgała – Piela
- Edward Rączkowski – Bolączka
- Zbigniew Lesień – uczestnik zebrania
- Andrzej Gazdeczka – Czarny, partyzant AL
- Mieczysław Gajda – głupi Wala

## Produkcja
Reżyser Słońca, Henryk Kluba, zrealizował przedtem swój debiut fabularny Chudy i inni (1967) na podstawie scenariusza Wiesława Dymnego. Bardzo dobry odbiór Chudego i innych spowodował, że Kluba i Dymny zdecydowali się ze sobą współpracować nad kolejnym filmem utrzymanym w konwencji balladowej przypowieści. Zdaniem Piotra Zawojskiego Kluba i Dymny oparli swój film na trzech planach: realistycznym, wyobrażeniowym oraz umownym. Odpowiadają tym planom trzy rodzaje postaci: mieszkańcy wsi wespół z Haratykiem, postać głupiego Wali oraz chór komentujący poczynania Haratyka.
Słońce wschodzi raz na dzień powstało w Zespole Filmowym „Syrena”, Operatorem zdjęć był Wiesław Zdort, dzięki któremu Słońce wschodzi raz na dzień przybierało formę ballady góralskiej, wzorowanej plastycznie na malarstwie naiwnym. Scenografię do filmu wykonał Jarosław Świtoniak, natomiast kostiumy – Jolanta Komorowska. Muzykę skomponował Zygmunt Konieczny, a całość zmontowała Mirosława Garlicka-Jaworska.

### Cenzura
Słońce w pierwotnej wersji stanowiło miażdżącą krytykę działań Urzędu Bezpieczeństwa oraz bezlitośnie ukazywało podwójną klęskę bohatera. W scenariuszu Dymnego schwytany i osadzony w areszcie Haratyk wychodzi z więzienia po 1956 roku, ale przez dwa lata tuła się z zaświadczeniem o opuszczeniu więzienia i pogrąża się w alkoholizmie. Gdy wraca do Odkrzasu, spotyka się z całkowitą obojętnością mieszkańców.
To zakończenie nie mogło jednak zostać zaakceptowane przez cenzurę, która nie dopuszczała filmu do projekcji przez pięć lat. Film miał premierę dopiero w 1972 roku i zmienił sens pierwowzoru. O ile sympatia Dymnego i Kluby w pierwotnej wersji stała po stronie Haratyka, o tyle w finalnej wersji po wyjściu z więzienia Haratyk uznaje wyższość ideową partyzanta Armii Ludowej „Małego” (później sekretarza partii) i dokonuje aktu samokrytyki, po czym zostaje przyjęty z powrotem przez społeczność.

## Odbiór i znaczenie
Gdy film ukazał się w ocenzurowanej wersji, zdobył uznanie krytyków. Stanisław Janicki pisał: „Obok świetnych zdjęć Wiesława Zdorta i muzyki Zygmunta Koniecznego, na szczególną pochwałę zasługują aktorzy, przede wszystkim Franciszek Pieczka jako Haratyk. To jedna z najlepszych jego ról, a może najlepsza”. Aleksander Jackiewicz porównywał dzieło Kluby i Dymnego do Łąk Bieżyńskich (1937) Siergieja Eisensteina i poetyckich filmów Siergieja Paradżanowa. Konrad Eberhardt, nie zdając sobie sprawy z przyczyn niedopuszczenia filmu do wyświetlania, pisał: „Przynosi on zaszczyt naszej sztuce filmowej, zazwyczaj miałkiej i ślizgającej się po marginesach. Przynosi zaszczyt także tym, którzy z długotrwałych dyskusji wokół filmu wyciągnęli ostatecznie pozytywne wnioski”.

## Nagrody
| Rok  | Instytucja            | Nagroda                               | Odbiorca           |
| ---- | --------------------- | ------------------------------------- | ------------------ |
| 1972 | Lubuskie Lato Filmowe | Nagroda za zdjęcia                    | Wiesław Zdort      |
| 1972 | Lubuskie Lato Filmowe | Nagroda za pierwszoplanową rolę męską | Franciszek Pieczka |
| 1972 | Lubuskie Lato Filmowe | Nagroda Studentów PWSFTviT w Łodzi    | Henryk Kluba       |
| 1985 | Lubuskie Lato Filmowe | Złote Grono                           | Henryk Kluba       |